# Bălțați (okręg Jassy)
Bălțați – wieś w Rumunii, w okręgu Jassy, w gminie Bălțați. W 2011 roku liczyła 1782 mieszkańców.